# Most wantowy

Pylony typu H i A z dwurzędowymi wantami

Pylony z jednorzędowymi wantami

Most wantowy, most podwieszany – rodzaj mostu, w którym obciążenia z pomostu przenoszone są na pylony poprzez ukośnie biegnące cięgna, najczęściej wykonane w postaci lin stalowych.
Ten rodzaj mostu jest prawie zawsze najbardziej opłacalny w przypadku mostów, których najdłuższe przęsła mają od 150 m do 915 m. W przypadku dłuższych przęseł tańsze są mosty wiszące, które mogą posiadać niższe pylony.
Choć mosty o ukośnych cięgnach proponowano już w XIX wieku, za pierwszy nowoczesny most podwieszony uznaje się powszechnie most w Strömsund w Szwecji, oddany do użytkowania w 1956 roku. 1 sierpnia 2012 roku w Rosji oddano do użytku Most Rosyjski, łączący Władywostok z Wyspą Rosyjską. Najdłuższe przęsło ma długość 1104 m.
W Polsce pierwszym obiektem mostowym o ustroju nośnym podwieszonym była kładka przez Dunajec w Tylmanowej, wybudowana w 1959 roku. Do początku lat 90. wybudowano w kraju kilkanaście obiektów podwieszonych, głównie kładek dla pieszych, w tym m.in. kładkę nad Wisłą w Ustroniu (1969), kładkę nad ul. Jagiellońską w Warszawie, kładkę nad jeziorem Mikołajskim w Mikołajkach (1976), most podwieszony w Sieradzu (1979) i Most Esperanto w Bydgoszczy (1979).

## Systemy mostów wantowych
|  |  |  |

## Przykłady
Mosty wantowe na świecie:
- ANZAC Bridge
- Most Sutong
- Most nad Adą
- Most Milenijny w Kazaniu
- Most Normandzki
- Pont d’Oxford
- Queen Elizabeth II Bridge
- Most Rio-Andirio
- Most Surgucki
- Most Grenlandzki

Mosty wantowe w Polsce:

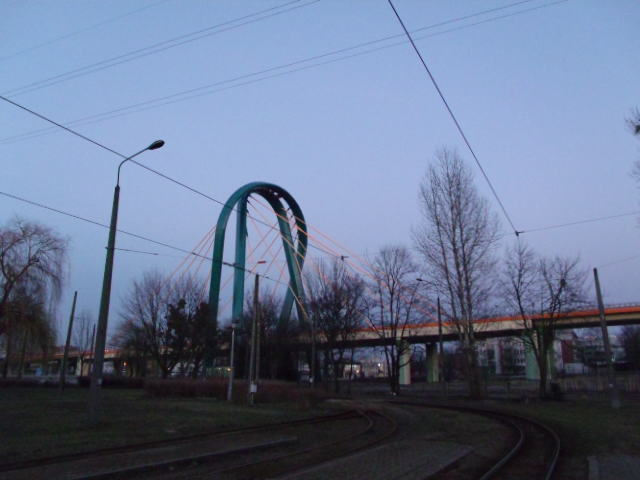
Most Uniwersytecki w Bydgoszczy
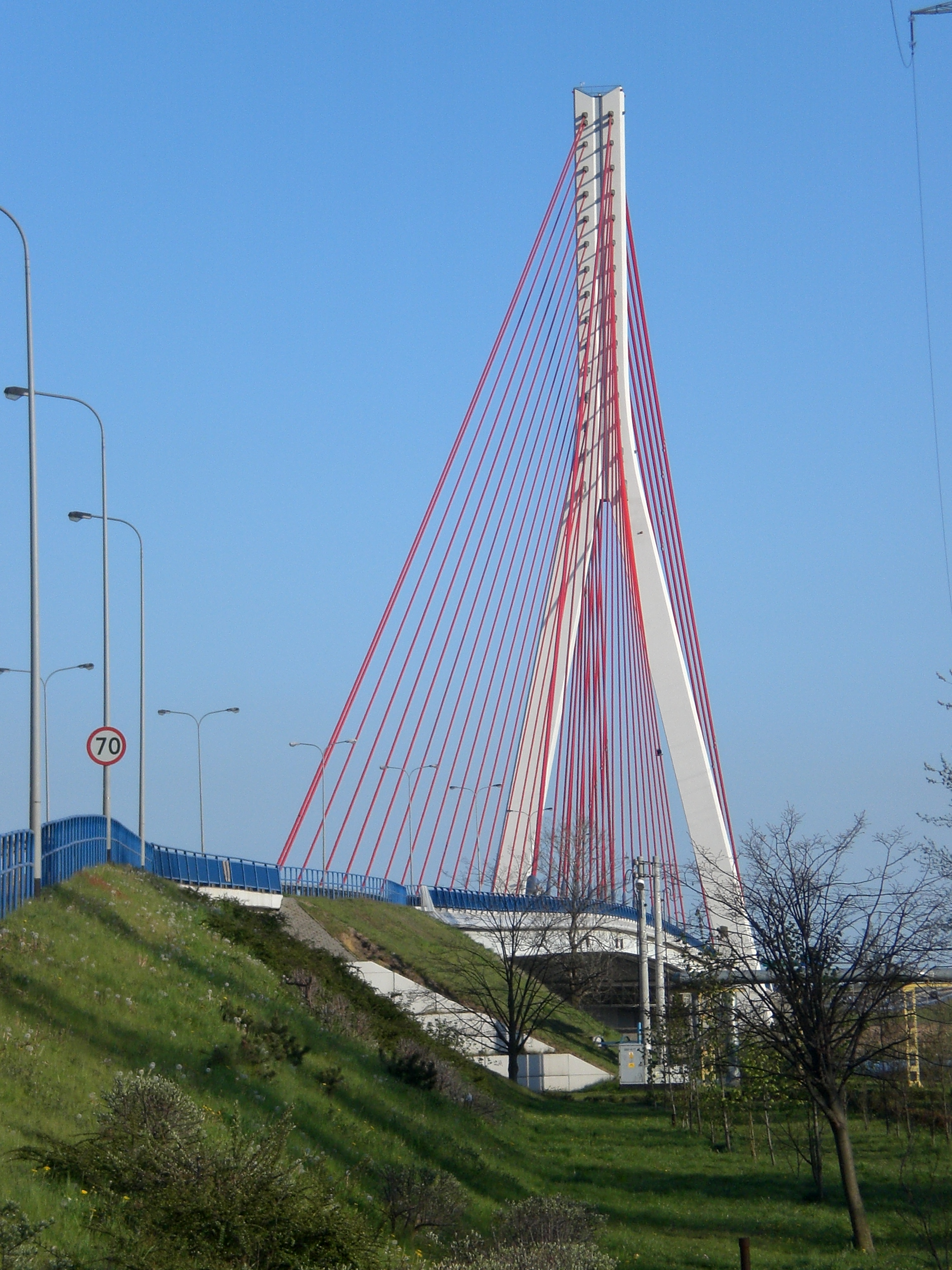
Most im. Jana Pawła II w Gdańsku
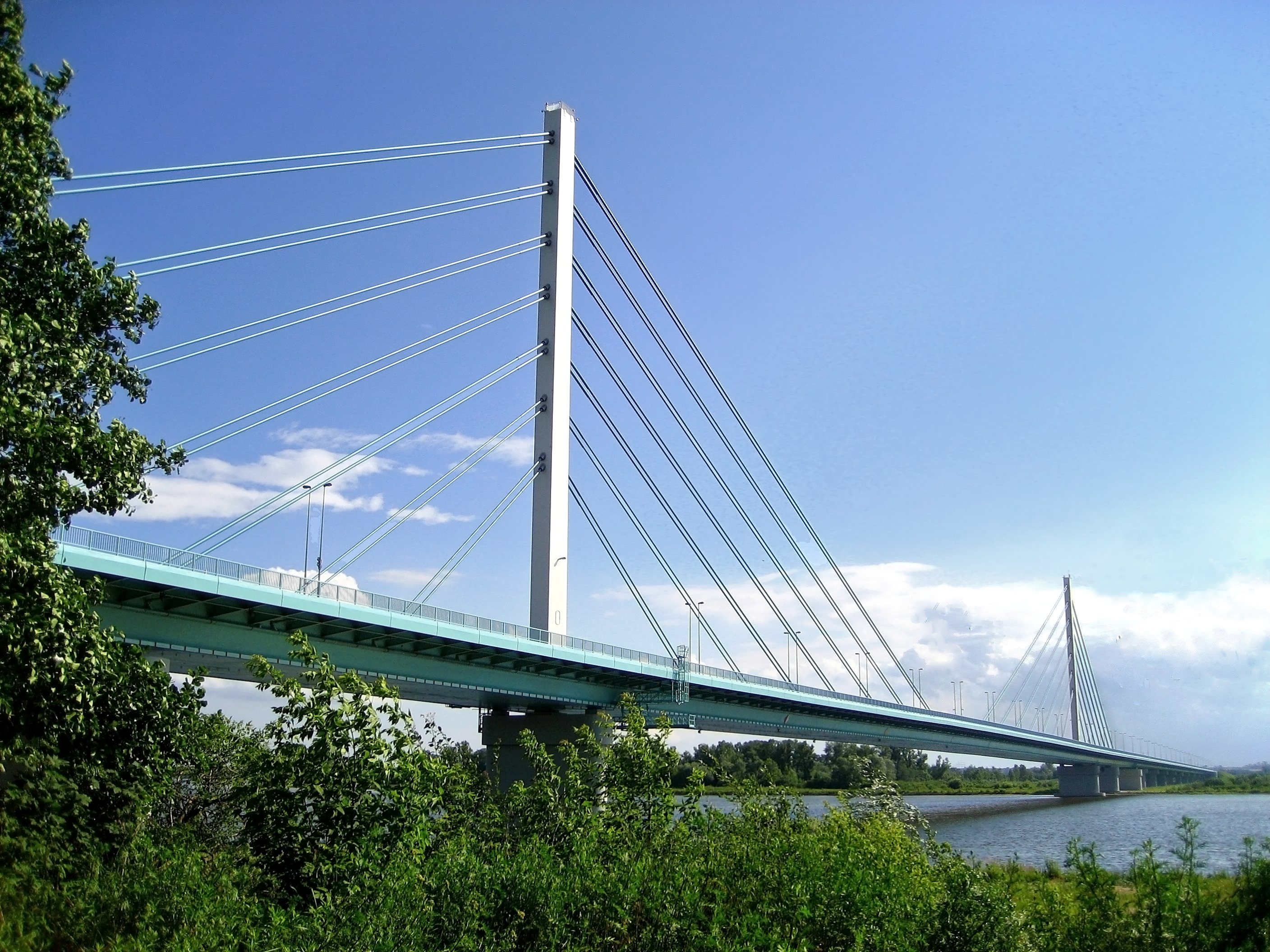
Most Solidarności w Płocku
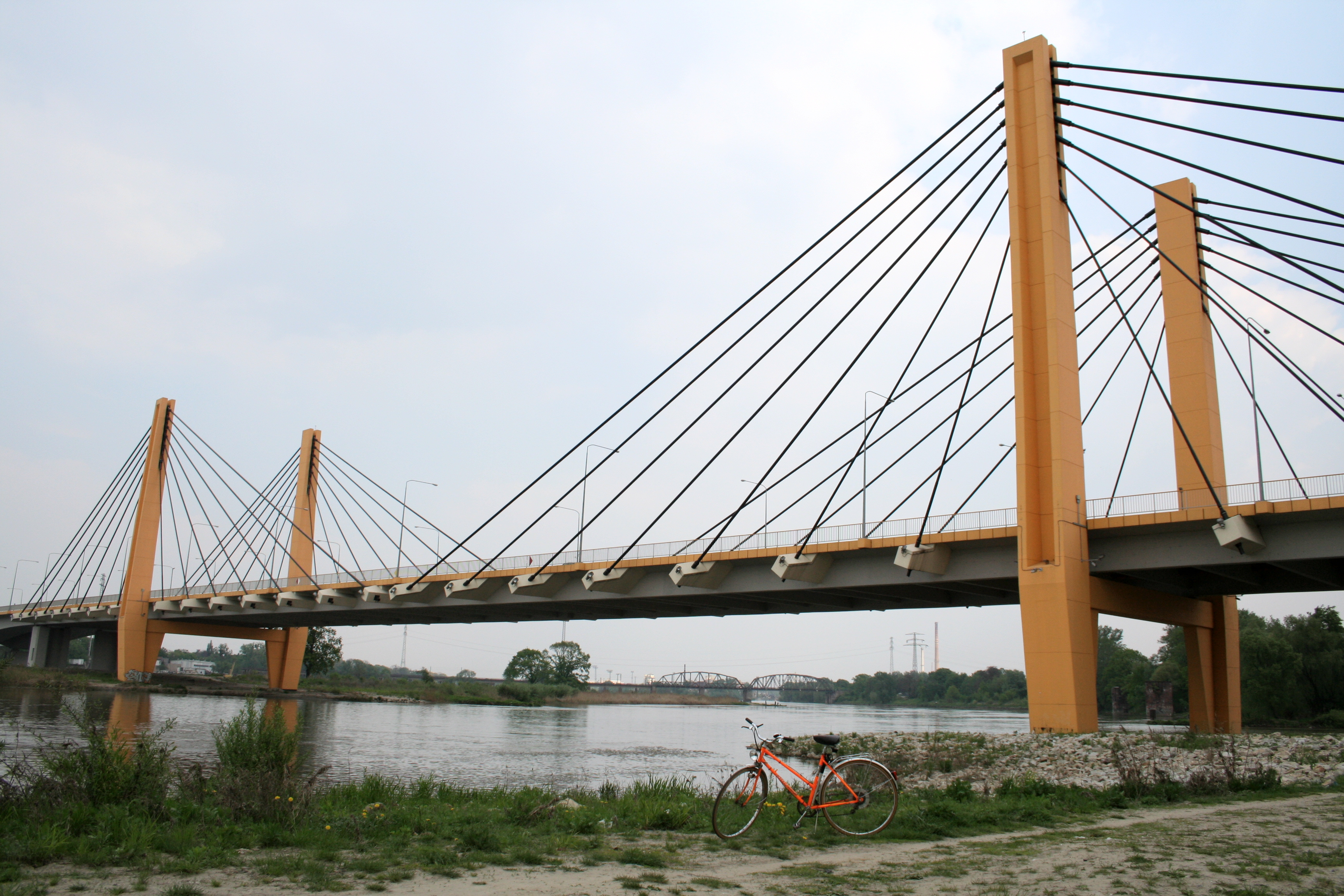
Most Milenijny we Wrocławiu
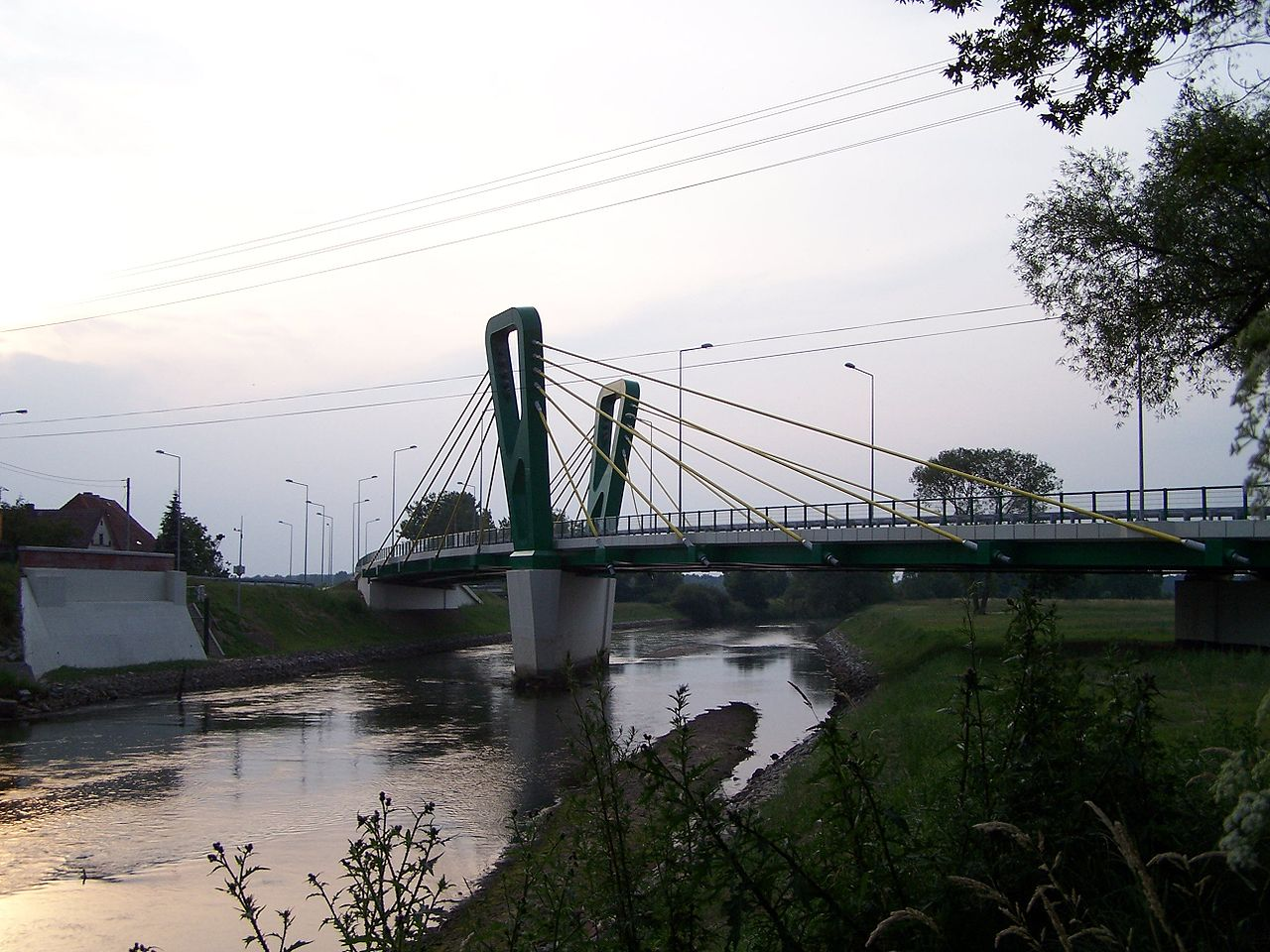
Most w Skorogoszczy
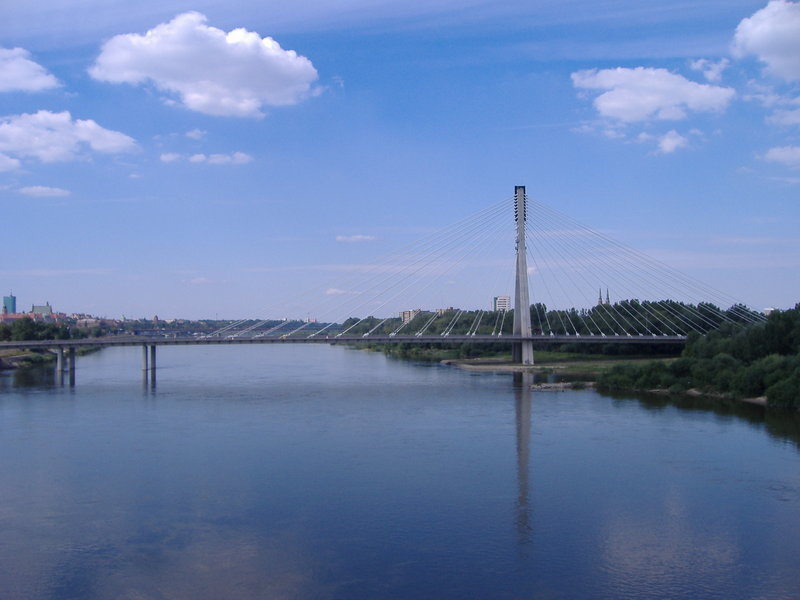
Most Świętokrzyski w Warszawie
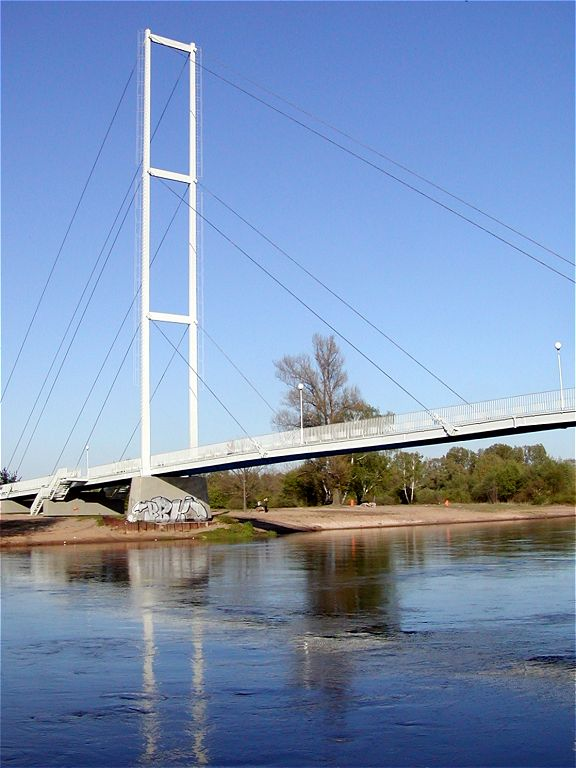
Most w Sieradzu
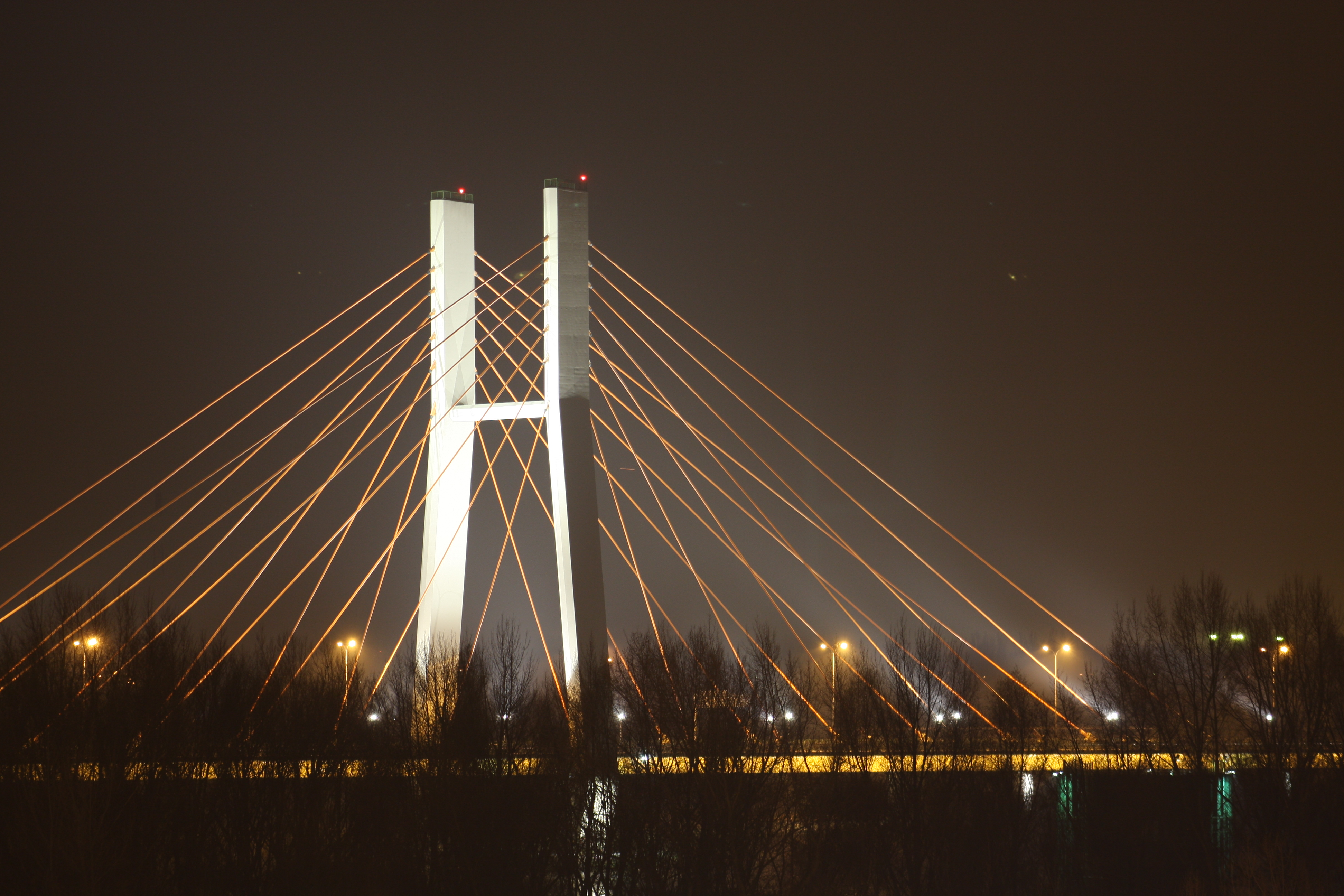
Most Siekierkowski w Warszawie
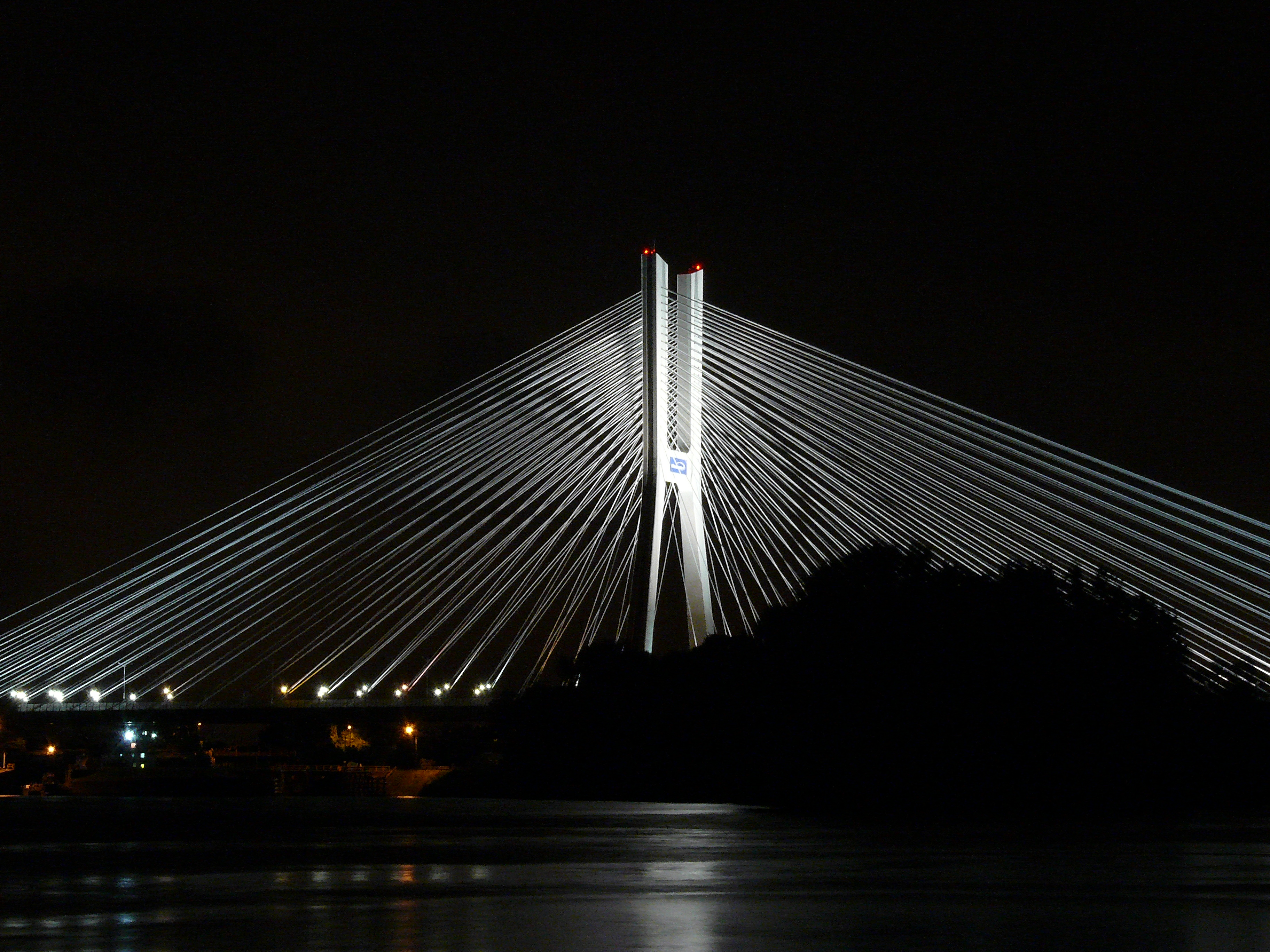
Most Rędziński we Wrocławiu
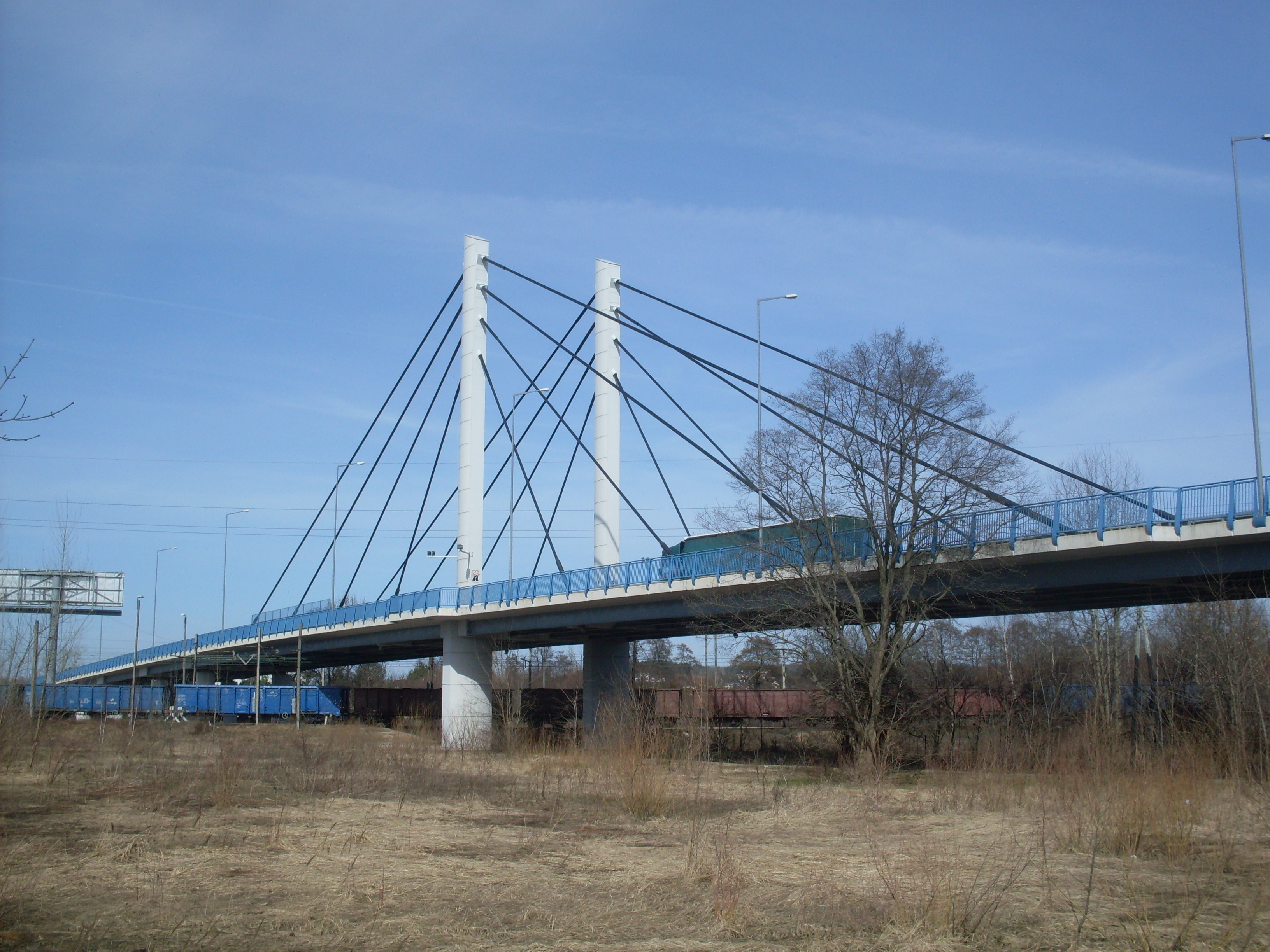
Wiadukt Gabriela Narutowicza w Poznaniu
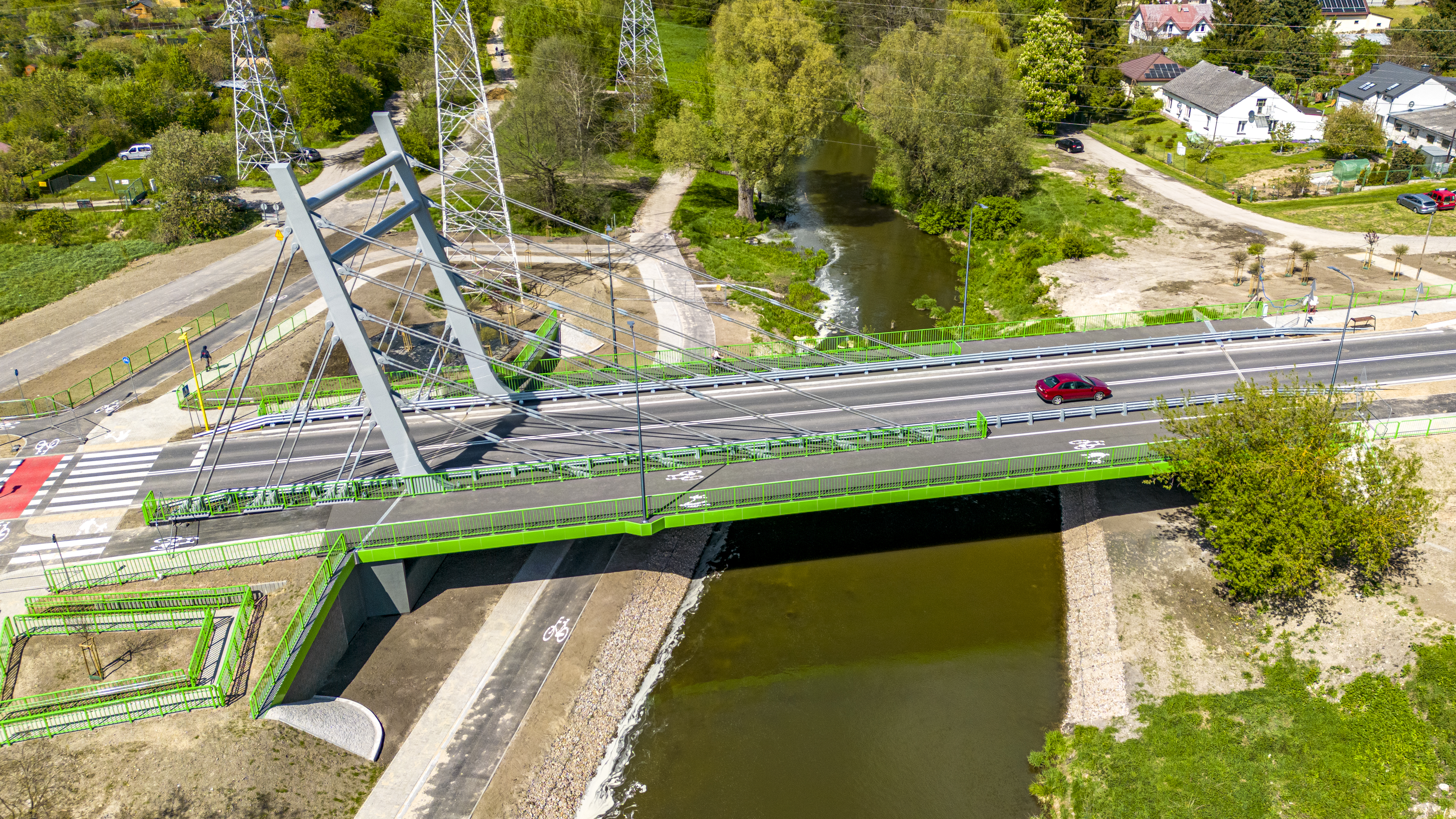
Most im. Ryszarda Kaczorowskiego w Lublinie
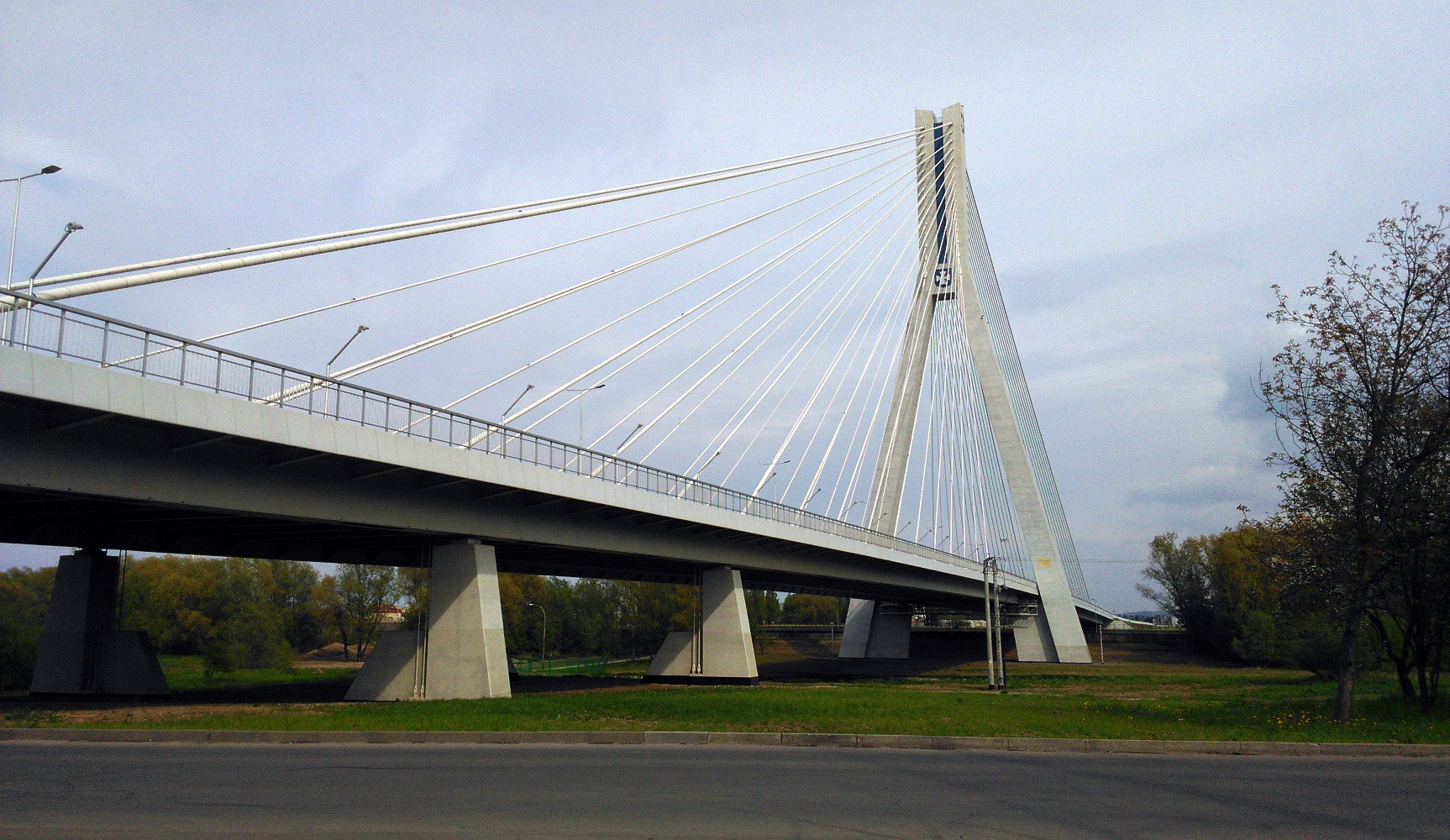
Most im. Tadeusza Mazowieckiego w Rzeszowie